# Полики
Полики — (бел. По́лiкi) — деревня в Мокранском сельсовете Малоритского района Брестской области Республики Беларусь.

## История
Во второй половине XIX века — начале XX века деревня в Мокранской волости Кобринского уезда Гродненской губернии Российской Империи. В 1860-х годах входила в имение Ляховцы, принадлежавшее Плюшчевскому.
В 1918—1939 в составе Польши. Деревня в Мокранской сельской гмине Кобринского повета Полесского воеводства.
С 1939 года в БССР. С 12.10.1940 деревня в Мокранском сельсовете Малоритского района Брестской области. В Великую Отечественную войну оккупирована немецкими войсками с конца июня 1941 по июль 1944 года. На фронтах погибли и пропали без вести 7 сельчан. 23.2.1949 организован колхоз имени Жданова. В 1962—1965 годах в Брестском районе Брестской области. В 1998 году в составе колхоза имени Кирова.

## География
Деревня находится в 27 километрах на северо-восток от города и железнодорожной станции Малорита, и в 55 километрах от Бреста. Транспортные связи по шоссе Брест-Ковель.

## Транспорт
Через деревню проходит местная дорога H762.

## Население[3]
В 1905 году — 77 жителей.
В 1921 году, согласно переписи населения — 15 дворов, 66 жителей.
В 1930 году — 22 двора.
В 1959 году — 166 жителей.
В 1970 году — 128 жителей.
В 1998 году — 36 домохозяйств, 80 жителей.
В 2005 году — 33 домохозяйства, 64 жителя.
В 2009 году — 47 жителей.